# بيرسون إدكسل
إدكسل (المعروف أيضا منذ عام 2013 باسم بيرسون إدكسل) هي هيئة بريطانية متعددة الجنسيات للتعليم والامتحانات تم تشكيلها في عام 1996 وممتلكة بالكامل من قبل بيرسون بي إل سي منذ عام 2005. وهو مجلس الامتحانات الوحيد المملوك للقطاع الخاص في بريطانيا. اسمها هو مصطلح لفظ منحوت الجمع بين التعليم والتميز الكلمات.
تنظم إدكسل الامتحانات المدرسية في إطار المناهج البريطانية وتقدم مؤهلات للمدارس على الصعيدين الدولي والإقليمي. وهي أكبر منظمة تمنح جوائز في المملكة المتحدة وتقدم مؤهلات أكاديمية ومهنية في المدارس والكليات وأماكن العمل في المملكة المتحدة وخارجها. كما أنها معترف بها دوليا. في عام 2019، كان إدكسل محور جدل كبير بعد تسرب فحص المستوى A..

## تاريخ
تأسست إدكسل في عام 1996 من خلال دمج هيئتين، BTEC (مجلس تعليم الأعمال والتكنولوجيا) وULEAC (مجلس الامتحانات والتقييم في جامعة لندن). في عام 2003، شكلت مؤسسة إدكسل (المؤسسة الخيرية التي أدارت مجلس الإدارة) شراكة مع بيرسون بي إل سي لإنشاء شركة جديدة تسمى لندن للمؤهلات المحدودة، التي كانت مملوكة بنسبة 75٪ من قبل بيرسون و 25٪ من قبل مؤسسة إدكسل. لندن مؤهلات المحدودة غيرت اسمها إلى إدكسل المحدودة في نوفمبر 2004 ويعرف الآن بالعامية باسم إدكسل ورسميا كما إدكسل بيرسون - لندن الامتحانات.
في عام 2005، أصبح إدكسل مجلس الامتحانات الكبير الوحيد الذي عقد في أيدي القطاع الخاص، عندما تولى بيرسون المجلس التشريعي الفلسطيني السيطرة الكاملة. تلقتإدكسل في وقت لاحق الاستثمار من الشركة الأم الجديدة إدكسل تلقت في وقت لاحق الاستثمار من الشركة الأم الجديدة.
كما تقدم Edexcel IAL، والمعروفة باسم المستويات المتقدمة الدولية. يتم تقديمها فقط للمدارس خارج المملكة المتحدة. ويعتبر من قبل NARIC المملكة المتحدة (المركز الوطني لمعلومات الاعتراف للمملكة المتحدة) أن تكون من مستوى مماثل للمستوى المتقدم GCE . بالإضافة إلى ذلك، تقدم إدكسل دبلوم إدكسل الدولي (ID) الذي يتضمن دراسة 4 مستويات A (3 مستويات A كاملة و1 AS-Level في الدراسات العامة أو التنمية العالمية). المنهج البريطاني الذي يقدمه مجلس إدكسل الدولي هو من بين الأكثر تدريسا في المدارس الدولية جنبا إلى جنب مع المناهج الدراسية التي تقدمها امتحانات كامبردج الدولية والمنظمة الدولية للشهادة البكالوريا.
في 3 أبريل 2013، أعادت بيرسون تسمية إدكسل وجميع امتحاناتها «بيرسون إدكسل»، بما يتماشى مع تغيير الاسم الذي أضاف البادئة «بيرسون» إلى جميع علاماتها التجارية.

### مجالس الامتحانات المدمجة
- مجلس تعليم الأعمال (BEC)
- مجلس تعليم الأعمال والتكنولوجيا (BTEC)
- مجلس امتحانات شرق أنجليان (EAEB) - جزئي
- اللجنة المشتركة لدراسات الأعمال والإدارة العامة (JCBSPA)
- مجموعة لندن إيست أنجليا (LEAG)
- مجلس الامتحانات الإقليمي بلندن (LREB) - تم إنشاؤه عام 1979
  - مجالس الفحص الإقليمية في متروبوليتان وميدلسكس (M & MREB) - تم إنشاؤها في عام 1979
    - مجلس الامتحانات الإقليمية الحضرية (MREB)
    - مجلس امتحانات ميدلسكس الإقليمي (MREB)
- مجلس تعليم الفني (TEC)
- مجلس امتحانات دخول الجامعات والمدارس (UESEC)
- مجلس الامتحانات والتقويم بجامعة لندن (ULEAC)
- مجلس امتحانات مدارس جامعة لندن (ULSEB)

## الخلافات
بما أن Edexcel هي مجلس الامتحانات الوحيد المملوك للقطاع الخاص في المملكة المتحدة، فقد أثيرت تساؤلات حول ما إذا كان مجلس الامتحانات يعمل في مصلحة الطلاب، أو فقط كشركة لتحقيق الربح، بسبب المجموعة الواسعة من الكتب النصية التي أيدها Edexcel والتي نشرتها بيرسون، الشركة الدولية التي تمتلك مجلس الإدارة بعدة مليارات.

### 2007
وفي عام 2007، أفيد بأن المعلمين الذين يستخدمون امتحانات إدكسل للموسيقى كانوا يسمحون للطلاب بالاستماع إلى الأقراص المدمجة الورقية السرية قبل عدة أيام من الامتحان، وذلك بإساءة استخدام الثقة التي يمنحها مجلس الامتحانات للتحقق فقط من وجود مشاكل تقنية. لا تسمح مجالس الامتحانات الأخرى بممارسة فحص الأقراص، حيث تأمر AQA المعلمين على وجه التحديد بعدم فتح الحزم التي تحتوي على الأقراص المدمجة قبل الامتحانات.

### 2014
في عام 2014 أدى فقدان امتحان الرياضيات الأساسية من المستوى A-Level C3 الذي يتم تسليمه إلى مدرسة دولية في أمستردام إلى نشر ورقة بديلة لسلسلة امتحانات الصيف. ومع ذلك، أخذ 60 طالبا في المملكة المتحدة الورقة الأصلية بسبب توزيعها عن طريق الخطأ في مركزين في المملكة المتحدة ومركزين في الخارج، في حين تم أخذ ورقة الاستبدال من قبل 34000 طالب. تم انتقاد ورقة الاستبدال لإدراجها أسئلة لم تكن موجودة في المنهج الدراسي، وأن الطلاب الذين يأخذون الورقة الأصلية سيتم وضع علامة غير عادلة عليهم.

### 2015

#### صعوبة
في يونيو 2015، أعرب الطلاب في جميع أنحاء المملكة المتحدة الذين أخذوا ورقة الرياضيات Edexcel GCSE عن غضبهم وارتباكهم بشأن الأسئلة التي «لم تكن منطقية» وكانت «سخيفة»، وسخروا من الامتحان على تويتر. في مقطع سكاي نيوز، أجاب المقدم آدم بولتون أجاب على أحد الأسئلة «الأصعب» في الصحيفة مع مدرس رياضيات سابق  ونتيجة لذلك، وقع طلاب GCSE في جميع أنحاء المملكة المتحدة على عريضة قدمها مرشح يطلب من مجلس الامتحانات خفض حدود الدرجات لأن الامتحان كان صعبا للغاية..

#### تمثيل الجنسين
وبدأ طالب يبلغ من العمر 17 عاما عريضة إضافية يطلب منها «ضمان تمثيل المرأة في منهج الموسيقى من المستوى A». وتطلب العريضة إضافة الموسيقى التي ألفتها النساء إلى منهج الموسيقى من المستوى A-Level الذي «يحتوي على ما مجموعه 63 عملا مختلفا من مجموعة متنوعة من الأنواع الموسيقية والعصور». بعد ستة أيام، كان الالتماس أكثر من 1800 توقيع وظهرت في صحيفة الغارديان .

### 2019

#### تكرار السؤال
في حزيران / يونيو، ورقة 3 من الرياضيات GCSE (الطبقة العليا، 1MA1/03) ويبدو أن تحتوي على سؤال الامتحان الذي نشر في AQA (آخر مجلس الامتحان البريطاني) مزيد من الرياضيات الكتاب المدرسي. كان سؤال الامتحان بنفس الرسم البياني والقيم والإجابة على السؤال في الكتاب المدرسي. بيرسون إدكسل قال أنهم يحققون كيف يمكن أن يكون هذا قد حدث.

#### مخاوف صعوبة الامتحان من الطلاب
بعد أن جلس الطلاب ورقة 2 من مواصفات جديدة الرياضيات A-المستوى (9MA0)، اشتكى العديد من الطلاب على الإنترنت معربا عن أن صعوبة الامتحان كانت مرتفعة جدا وعلى عكس أي شيء ينظر في الأوراق السابقة. ووقع آلاف المستخدمين عريضة واحدة على الإنترنت لخفض حدود الرتب. قبل يوم النتائج، أصدرت بيرسون إدكسل شريط فيديو يخاطب الطلاب حول المخاوف من الصعوبة وذكر أن الخبراء المستقلين أكدوا أن الامتحان كان «عادلا وصحيحا». واعترفوا بأن السؤالين الأولين للامتحان كانا أكثر صعوبة مما كان متوقعا، وادعوا أيضا أنهم سيجرى ون «تعديلات صغيرة» «لتحسين تجربة» الامتحان لطلاب المستقبل.

#### تسريب
وأعقب ذلك مزيد من الجدل بعد ورقة 3 من مواصفات جديدة الرياضيات المستوى (9MA0/3H - جلس 14 يونيو), ويبدو أن تم الوصول إليها من قبل شخص الذي، في وقت متأخر من الليل قبل جلسة الامتحان، نشرت على تويتر أنها ستبيع نسخة من ورقة الامتحان ل £ 70. بدأ بيرسون إدكسل تحقيقا بعد أن علم أن بعض الصور التي كتبتها ورقة الامتحان تم تداولها عبر الإنترنت قبل جلسة الامتحان، ووجد أن مركزا واحدا (من أصل ثمانية وثلاثين مركزا مشتبها به محتملا في موقع جغرافي واحد)، تمت زيارته في غضون مهلة قصيرة جدا، ارتكب خرقا أمنيا خطيرا و«ربما مدفوعا بدوافع إجرامية» لورقة الرياضيات من المستوى A.
وأعرب الطلاب عن إحباطهم إزاء الحادث؛ وذكرت بي بي سي نيوز أن الطلاب يعتقدون أن الحادث يمكن أن يكون له القدرة على التأثير على نتائجهم. وذكرت بيرسون إدكسل أن لديها «عمليات راسخة لضمان نتائج عادلة ودقيقة» وأن «حدود الرتب لن تتأثر». وفي 17 حزيران/يونيه، ذكر إدكسل أنه يمكن حذف الأسئلة المخترقة من التقييم العام، فضلا عن إجراء تحليل إحصائي إضافي لتحديد أنماط النتائج غير المنتظمة لمراكز أو طلاب معينين.
وقد تضرر حوالي 000 60 طالب في هذا الحادث. وفي 24 يونيو/حزيران، قبض على رجلين يبلغان من العمر 29 و32 عاما للاشتباه في سرقتهما. وأطلق سراح الرجلين رهن التحقيق بينما استمرت التحقيقات. وقبل يوم النتائج، تبين أن 78 طالبا يشتبه في أنهم يتمتعون بميزة من سوء الممارسة سيحجبون عن نتائجهم. هذا هو أكبر عدد من المرشحين الذين يتم حجبهم عن نتائج حادث سوء تصرف واحد.

#### حدود درجات رياضيات المستوى الأول منخفضة للغاية
بعد تسرب حدود الدرجة A-Level قبل يوم النتائج، تبين أنه من أجل اجتياز المواصفة الجديدة المستوى A-Level الرياضيات (9MA0)، كان على المرشحين الحصول على 14٪ (43 درجة من 300) للنجاح. كان لدى OCR (مجلس امتحان بريطاني آخر) أيضًا حدود درجات منخفضة بالمثل. بعد أن أضافت حدود الصف منخفضة للغاية نكهة إلى العديد من عناوين الأخبار، قال Ofqual إنهم واثقون من أن حدود الصف هذا العام كانت «سليمة»، لذلك حولوا تركيزهم إلى حدود الصف في العام السابق لمستوى الرياضيات الجديد لـ 2000 طالب الذي جلس عليها بعد دراستها لمدة عام. قال أوفكوال: «نريد أن نفهم سبب الاختلاف الكبير في حدود الصف الدراسي بين العامين.»، ووصف التحولات الكبيرة في الحدود بأنها «غير عادية».
لم يقرر أي من مجالس الامتحانات إعادة فتح جائزة 2018، بعد أن طلب منه المنظم إعادة فتحها مرة أخرى. قد يؤدي ذلك إلى تغيير نتائج الطلاب الذين استوفوا المواصفات الجديدة المستوى A في الرياضيات (9MA0) في 2018.